# Loïc Négo
Loïc Négo, född 15 januari 1991, är en franskfödd ungersk fotbollsspelare som spelar för Fehérvár. Han representerar även det ungerska landslaget.
Négo har rötter från Guadeloupe, han valde 2020 att representera Ungern i landslagssammanhang efter att ha bott i landet i flera år.